# 霧島神宮駅
霧島神宮駅（きりしまじんぐうえき）は、鹿児島県霧島市霧島大窪にある、九州旅客鉄道（JR九州）日豊本線の駅である。事務管コードは▲940518。

## 歴史
- 1930年（昭和5年）7月10日：東襲山村大字大窪に国都西線の駅として鉄道省が開設[1]。
- 1935年（昭和10年）11月16日：昭和天皇が霧島神宮に行幸する。お召し列車が鹿児島駅 - 霧島神宮駅間を往復運転[3]。
- 1966年（昭和41年）2月：現駅舎に改築[4]。
- 1971年（昭和46年）2月1日：貨物営業廃止[1]。
- 1985年（昭和60年）3月14日：荷物扱い廃止[1]。
- 1986年（昭和61年）11月1日：駅員無配置駅となる[5]。
- 1987年（昭和62年）4月1日：国鉄分割民営化により九州旅客鉄道が継承[1]。
- 1993年（平成5年）
  - 8月6日：平成5年8月豪雨により当駅を含む西都城駅 - 鹿児島駅間が運転見合わせとなる[6]。
  - 10月9日：大隅大川原駅 - 国分駅間で運転を再開し、2か月ぶりに全線開通[7]。
- 2004年（平成16年）
  - 2月21日：九州新幹線部分開業にあわせ駅舎を改装[8]。
  - 3月13日：当駅始発・終着の特急「きりしま」が新設される。
  - 9月26日：敷地内に足湯を開設[9]。
- 2011年（平成23年）3月12日：利用低迷により、当駅始発・終着の特急「きりしま」が廃止となる。
- 2023年（令和5年）10月1日：JR九州サービスサポートによる業務委託駅から[10]九州旅客鉄道本体による直営駅へと変更される[11]。
- 2024年（令和6年）3月22日：当駅のリニューアル駅舎の供用を開始[12][13]。 また、観光特急「36ぷらす3」の鹿児島中央駅から宮崎駅へ至る金曜ルート（黒の路）にて、当駅が特別停車駅となる（※停車中ホームに降り立つことは可能）[14]。
- 2025年（令和7年）3月31日：出札窓口を廃止[15]。

## 駅構造
島式ホーム1面2線を有する地上駅。駅舎は道路と同じ高さだがホームは築堤上に存在する。駅本屋からホームへは地下道を通る。
駅本屋は鉄筋コンクリート造ながら神社を意匠したものである。床面積は約280平方メートルである。九州新幹線の部分開業時に駅舎外観をリニューアルし、鳥居が設置された。駅内装も2023年（令和5年）7月からリノベーションが行われており、同年9月7日から9日にかけて工事の中核となる駅舎内の骨格造りがあった。2024年（令和6年）3月22日にリニューアル工事が完了し、同日12時30分 - 14時00分にオープニングセレモニーが実施された。駅舎建材に鹿児島県産のスギを使用し、待合空間には「御神木」が設置され、駅舎内に地域交流空間を開設。なお、駅前駐車場の一角に温泉を引湯した足湯がある。
JR九州本体が駅業務を行う直営駅であるが、駅業務要員の配置のみで駅長の配置はなし。

### のりば
| のりば | 路線      | 方向 | 行先                         |
| ------ | --------- | ---- | ---------------------------- |
| 1      | ■日豊本線 | 上り | 都城・南宮崎・宮崎方面       |
| 2      | ■日豊本線 | 下り | 隼人・鹿児島・鹿児島中央方面 |

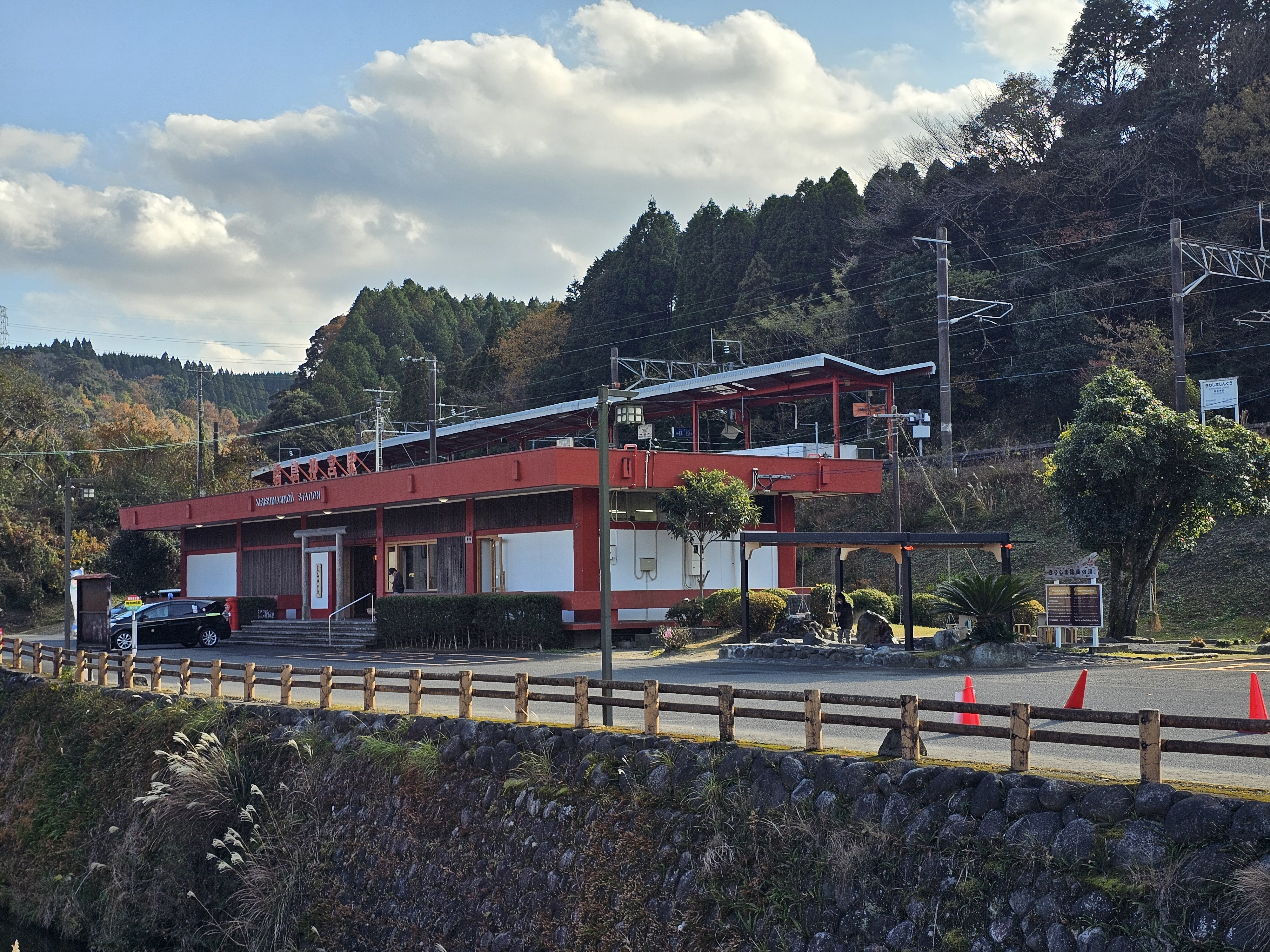
駅全景（2024年12月）
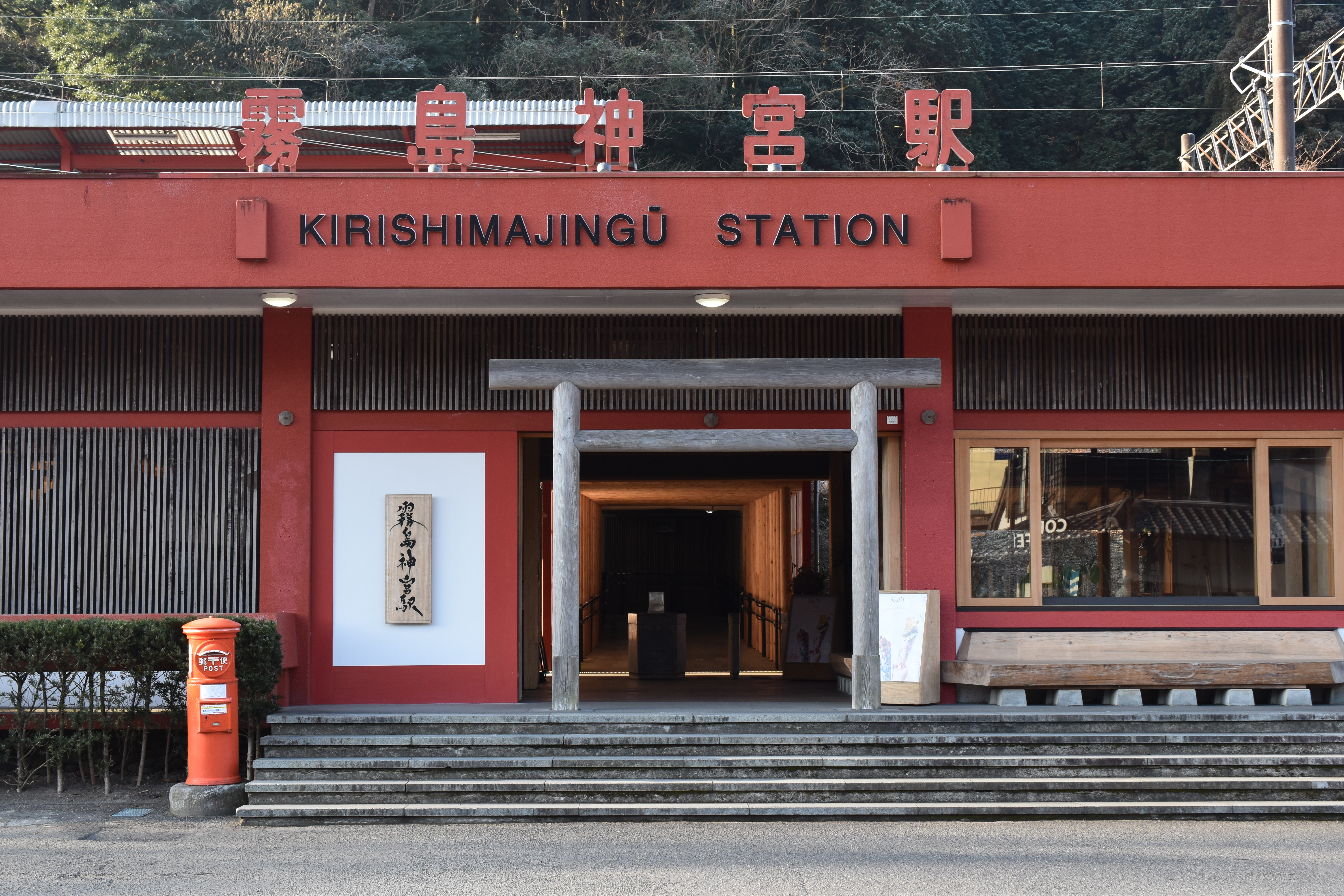
駅入口付近（2025年1月）
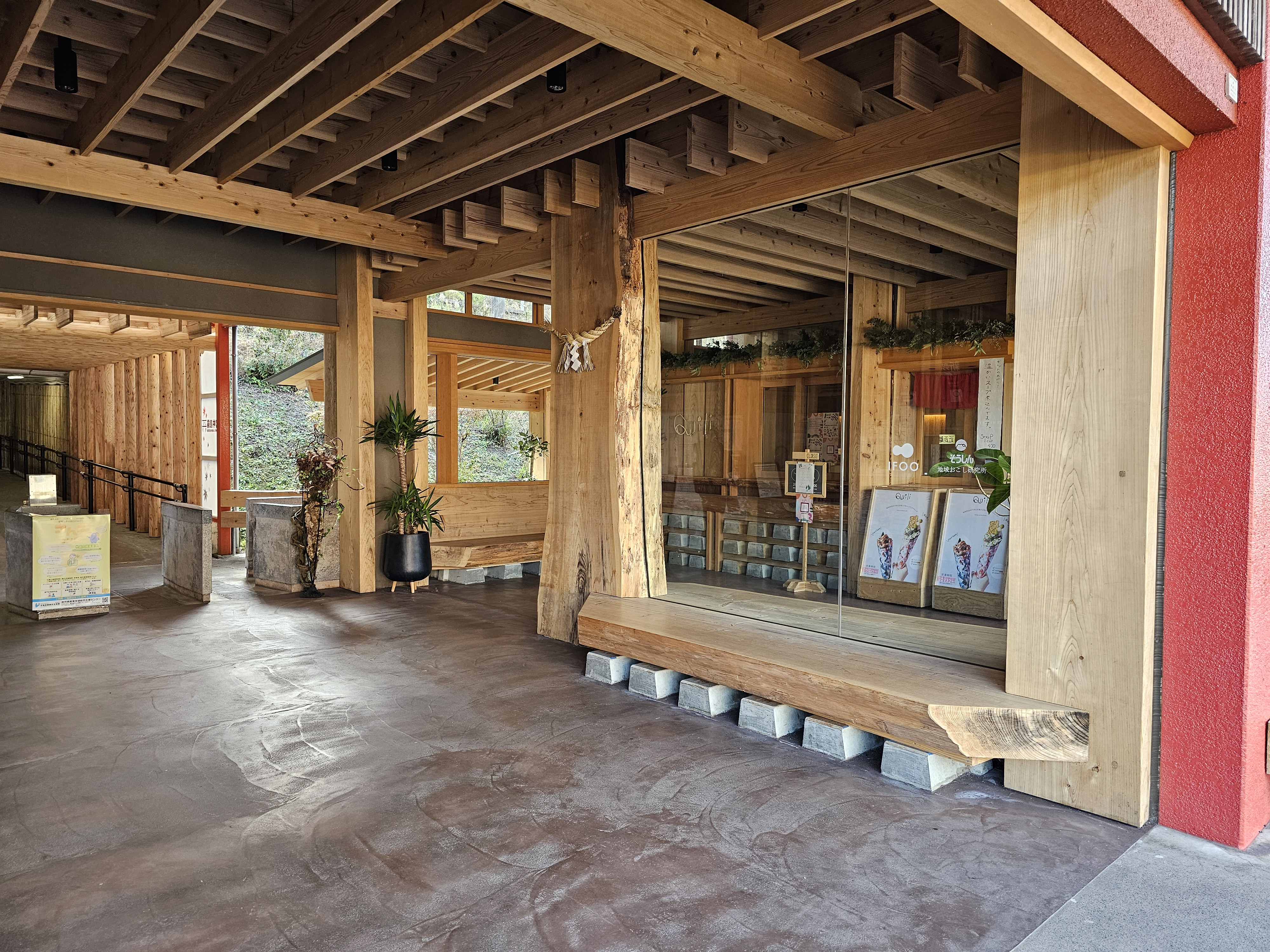
駅舎内部（2024年12月）
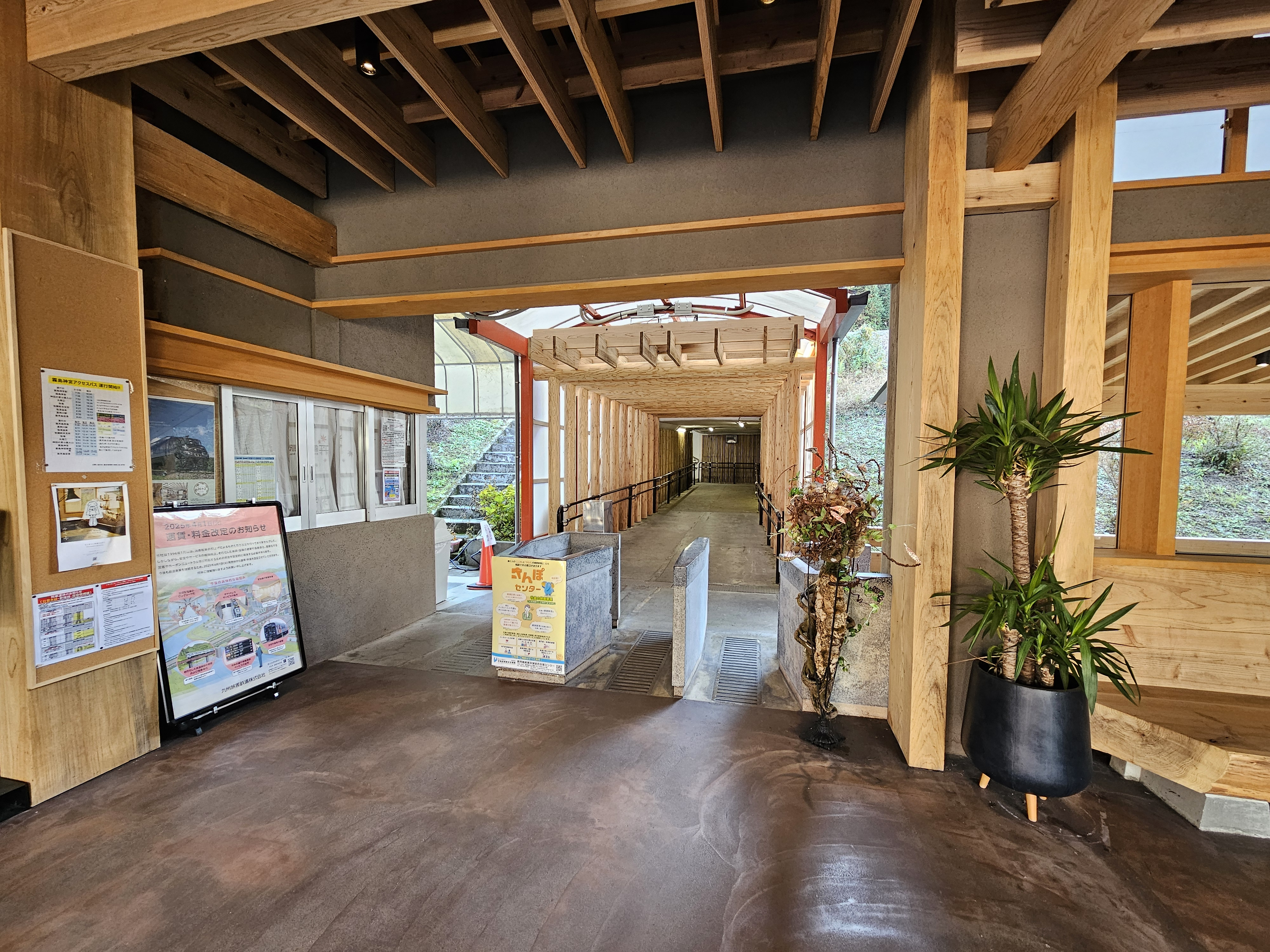
改札口（2024年12月）
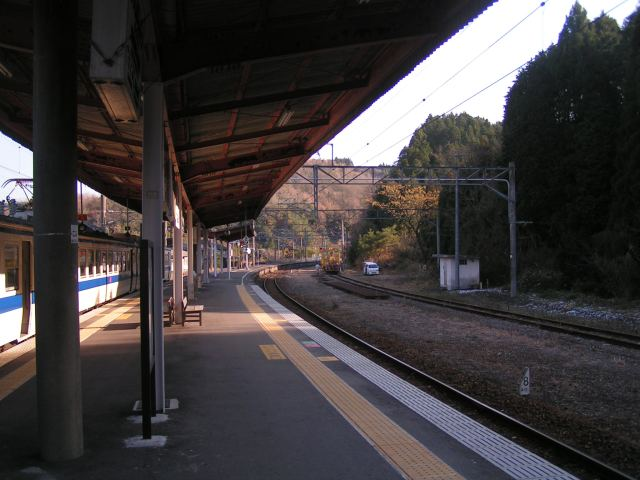
ホーム（2005年12月）
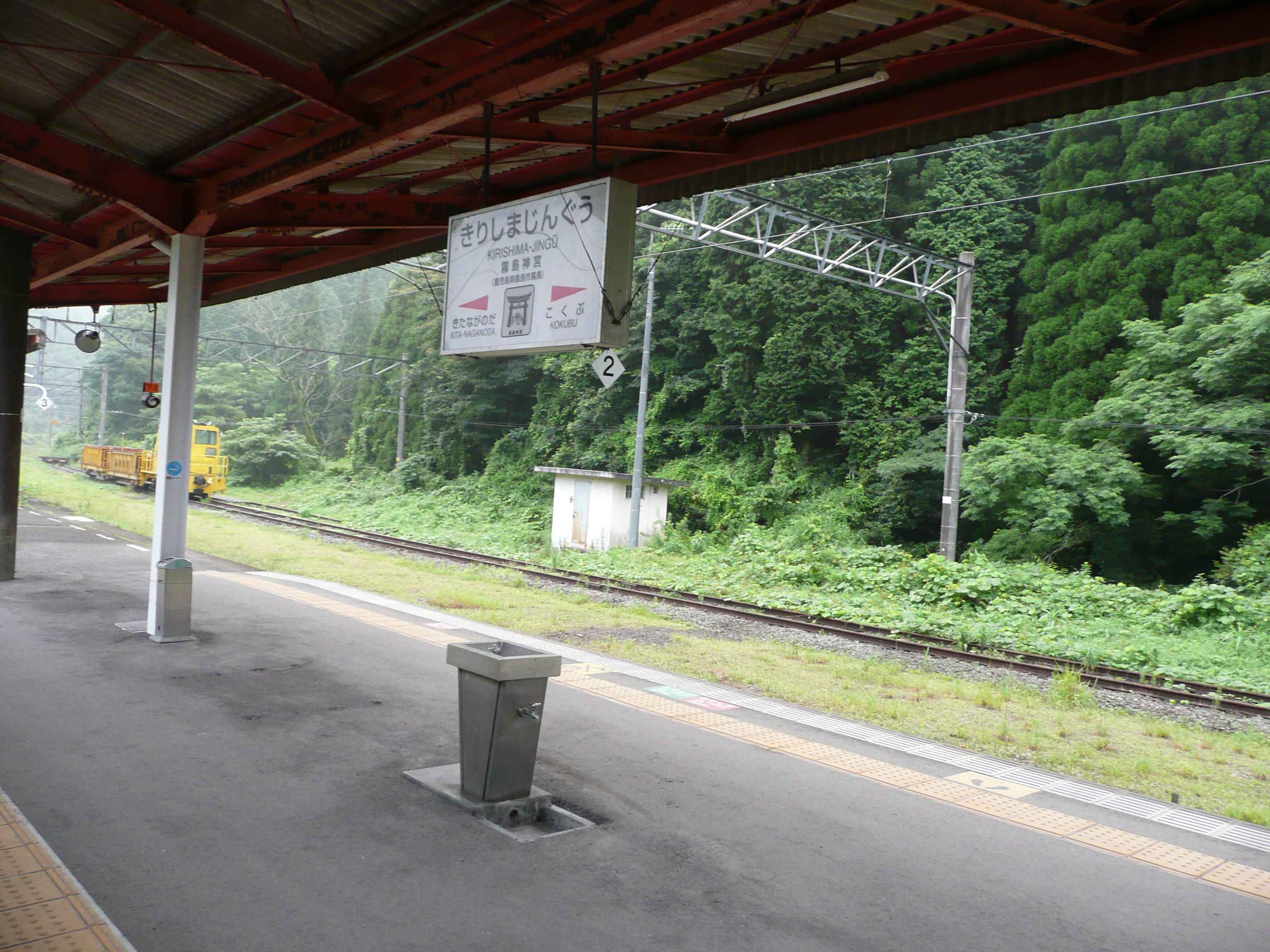
駅名標（2009年7月）

## 利用状況
- 2016年度の1日の平均乗車人員は203人である。

| 年度 | 1日平均 乗車人員 | 1日平均 乗降人員 |
| ---- | ---------------- | ---------------- |
| 2000 | 312              |                  |
| 2001 | 311              |                  |
| 2002 | 291              |                  |
| 2003 | 292              |                  |
| 2005 | 315              |                  |
| 2006 | 304              |                  |
| 2007 | 284              | 557              |
| 2008 | 288              | 566              |
| 2009 | 259              | 512              |
| 2010 | 231              | 458              |
| 2011 | 237              | 477              |
| 2012 | 227              | 460              |
| 2013 | 233              | 462              |
| 2014 | 204              | 403              |
| 2015 | 207              | 411              |
| 2016 | 203              | 400              |

## 駅周辺
霧島神宮の名を持つが霧島神宮へも霧島温泉郷へも距離が遠い。霧島への入り口駅としてはほかに肥薩線の霧島温泉駅がある。
- 霧島神宮
- 霧島温泉郷
- 霧島郵便局
- 霧島市役所霧島総合支所（旧・霧島町役場）
- 霧島市立大田小学校
- 霧島市立霧島中学校
- ふじさき旅館

## バス路線
- 鹿児島交通

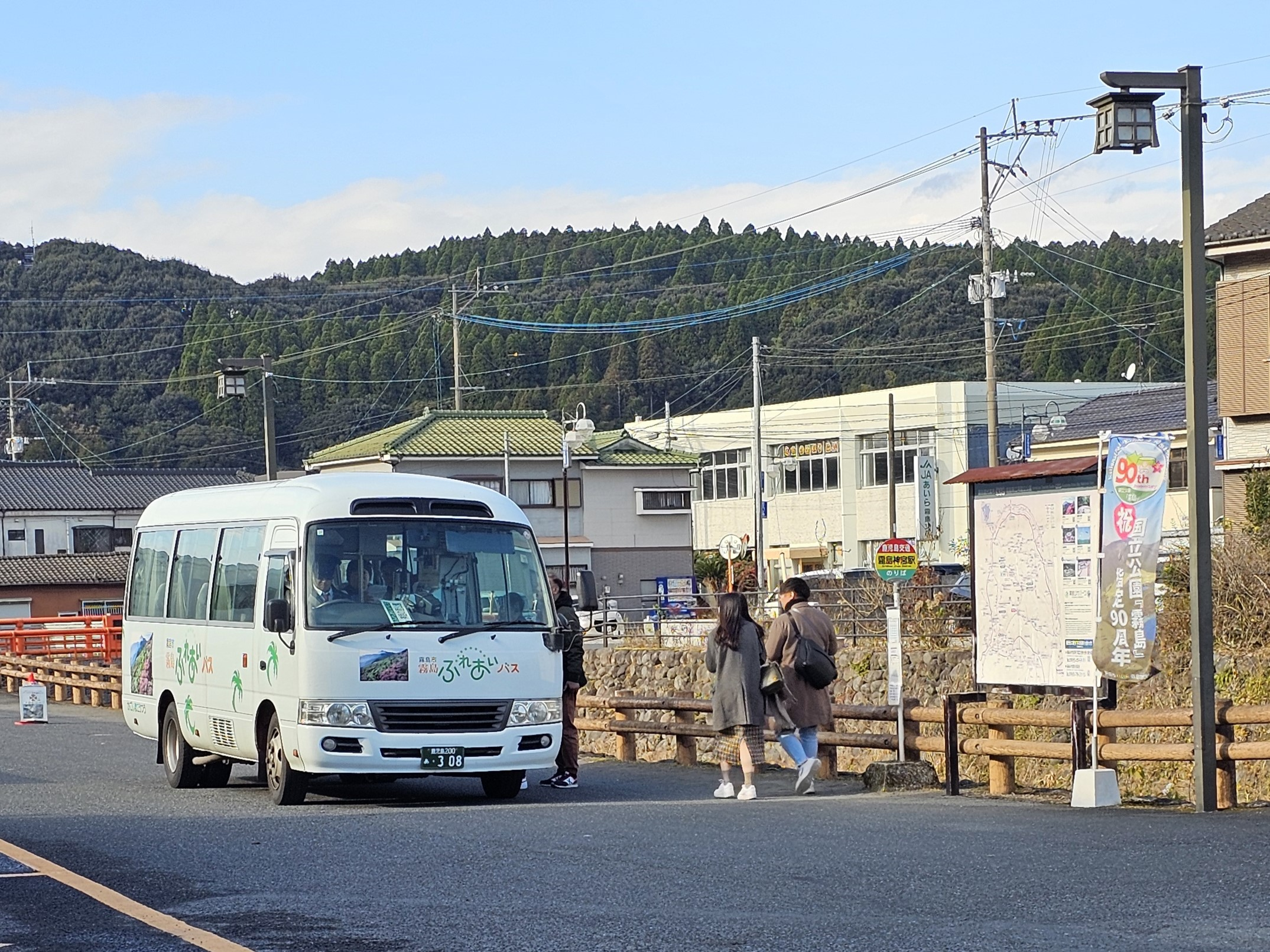
コミュニティバス「霧島市霧島ふれあいバス」（2024年撮影、鹿児島交通が運行）

  - 国分駅 - 霧島神宮駅 - 霧島神宮 - 霧島いわさきホテル
  - 霧島神宮駅 - 霧島温泉駅
  - 霧島町ふれあい循環バス（火曜から金曜運行）
  - 霧島・えびの高原定期観光バス（Aコース）

## 隣の駅
九州旅客鉄道（JR九州）
■日豊本線
- 特急「きりしま」停車駅

■普通
北永野田駅 - 霧島神宮駅 - （南霧島信号場） - 国分駅
※国分駅との駅間距離（営業キロ）は 12.7km であり、2013年12月1日時点でJR九州管内の在来線で最長となっている。